# Ruddy Jardin
Ruddy Jardin (* 14. September 1970) ist ein ehemaliger französischer Skispringer.
Jardin begann seine internationale Karriere im Skisprung-Continental-Cup in der Saison 1991/92. Nach guten Ergebnissen dort, gab er am 17. Januar 1992 in St. Moritz sein Debüt im Skisprung-Weltcup. Am 14. Dezember 1993 gelang ihm in Predazzo mit dem 23. Platz erstmals der Gewinn von Weltcup-Punkten. Am 23. Januar 1994 konnte er in Sapporo mit dem 16. Platz erneut Weltcup-Punkte gewinnen und erreichte zudem das höchste Weltcup-Einzelergebnis seiner Karriere. Die Saison 1993/94 beendete er so auf dem 65. Platz in der Weltcup-Gesamtwertung. Es war jedoch die einzige Saison im Weltcup, in der er startete. In den folgenden drei Jahren startete er weiter im Continental Cup, beendete jedoch ohne weitere große Erfolge 1997 seine aktive Skisprungkarriere.